# MELT (Japon)
Le Groupe pour la préparation à la reconstruction de la Quatrième Internationale au Japon (第四インターナショナル日本支部再建準備グループ) est un groupe trotskyste issu de la nouvelle gauche. Communément connu sous l'acronyme MELT, pour « Marx, Engels, Lénine, Trotsky » , c'est une des organisations issues de la dislocation de la section japonaise de la Quatrième internationale.
- Dirigeant : Masashi Eto
- Organe de presse : L'Internationale (mensuel), Le drapeau des travailleurs (irrégulier)

## Histoire

### Formation
En 1991, la section japonaise a perdu son statut de section de la Quatrième Internationale, notamment en raison de la discrimination interne que subissaient les femmes. À partir de la fin des années 80, déjà de multiples scission avaient affaibli l'organisation. Dès la perte de statut, le parti a changé son nom en Ligue communiste révolutionnaire du Japon, et la section japonaise de la Quatrième internationale a cessé d'exister. Plusieurs groupes locaux de cette section ont refusé ce processus de démolition. MELT est l'un d'entre eux. En outre, la dislocation de la LCRJ(QI) a amené à des conflits, parfois allant jusqu'à la violence physique.

### Déclarations
MELT a dénoncé l'escalade de tension entre la Corée du Nord et le Japon à occasion du combat d'Amami-Ōshima, critiquant son gouvernement pour la menace de guerre qu'il fait peser sur l'ensemble des japonais.